# Hemiptilocera bigrana
Hemiptilocera bigrana är en fjärilsart som beskrevs av Philipp Christoph Zeller 1881. Hemiptilocera bigrana ingår i släktet Hemiptilocera och familjen mott. Inga underarter finns listade i Catalogue of Life.